# دون كالوواي
دون كالوواي (بالإنجليزية: Don Calloway)‏ هو محامي وسياسي أمريكي، ولد في 18 سبتمبر 1979 في سانت لويس في الولايات المتحدة. حزبياً، نشط في الحزب الديمقراطي. وقد انتخب عضو مجلس نواب ولاية ميسوري.